# Villiaumit
Villiaumit (Lacroix, 1908), chemický vzorec NaF (fluorid sodný), je krychlový minerál. Pojmenován po: Maxime Villiaume, francouzský badatel a důstojník dělostřelectva koloniálních vojsk umístěných v severním Madagaskaru, za pomoc při získávání vzorků minerálů a hornin z Madagaskaru a Guineje. Z jeho sbírky pochází první popsaný kus.

## Původ
- magmatický – v dutinách nefelínických syenitů a nefelínických syenitových pegmatitů.

## Morfologie
Tvoří jemné krystaly ve tvaru nedokonalých krychlí, drobných oktaedrů nebo sférické tvary, obvykle jen zrnité a celistvé agregáty. Vzácně krystaly dosáhly velikosti až 15 cm. Na umělých krystalech jsou vyvinuty tvary a {100}, d {110}, o {111}. Na přirozených krystalech z Grónska byly nalezeny tvary {100}, {110}, {hk0}, {111}, {611} a {521}.

## Vlastnosti
- Fyzikální vlastnosti: Tvrdost 2–2,5, křehký, hustota 2,79 g/cm³, štěpnost dokonalá podle {100}.
- Optické vlastnosti: Barva: bezbarvý, tmavě karmínově červená, tmavě višňová, někdy růžová až světle oranžová, čistý umělý nerost je bezbarvý. Lesk skelný, průhlednost: průhledný až průsvitný, vryp bílý až světle růžový. V dlouhovlnném i krátkovlnném UV záření má tmavě červenou až oranžovou a žlutou fosforescenci.
- Chemické vlastnosti: Složení: Na 54,76 %, F 45,24 %. Slabě rozpustný ve studené vodě. Před dmuchavkou se lehce taví.
- Další vlastnosti: Jedovatý! Požití nebo vdechnutí může být smrtelné! Postihuje dýchací cesty, srdce, kostru, oběhový systém, centrální nervový systém a ledviny. Způsobuje podráždění pokožky, očí a dýchacích cest. Podráždění se může projevit se zpožděním!

## Parageneze
- astrofylit, egirin, sodalit, nefelín, neptunit, lamprofylit, pektolit, sérandit, eudialyt, ussingit, čkalovit, zeolity.

## Využití
Praktické využití minerál nemá, pro průmyslové potřeby se fluorid sodný vyrábí uměle.

## Naleziště
Vzácně se vyskytující minerál.
- Rusko – nacházen v nefelínických syenitech v pohoří Lovozerské tundry a Chibiny na poloostrově Kola (hora Koašva, Kukisvumčorr, Poačvumčorr)
- Dánsko – Ilímaussaqská intruze v Grónsku
- Kanada – Poudrette quarry v provincii Québec
- USA – Point of Rocks Mesa, Nové Mexiko – krystaly velké až 1 cm v lávách chudých na Ca a SiO2.